# Stuhr
Stuhr ist eine selbständige Gemeinde im Norden des Landkreises Diepholz (Niedersachsen) und mit rund 33.500 Einwohnern die größte Kommune des Kreises und die zweitgrößte Gemeinde Deutschlands ohne Stadtrechte. Sie schließt südlich an die Stadt Bremen an. Die Gemeinde Stuhr ist ein Mittelzentrum.

## Geografie
Stuhr befindet sich südwestlich von Bremen. Weitere Nachbargemeinden sind im Nordwesten die Stadt Delmenhorst, im Südwesten die Samtgemeinde Harpstedt, im Süden die Gemeinden Bassum und Syke sowie im Südosten die Gemeinde Weyhe. Stuhr ist die einwohner- und wirtschaftsstärkste Kommune des Landkreises Diepholz und nach Delmenhorst auch eine der größten an Bremen angrenzenden Gemeinden. Die Erhebungen in einigen Ortsteilen sind Bestandteil der Geest (eiszeitliche Landschaftsformation).

### Ortsteile
Stuhr besteht aus den Ortsteilen Brinkum, Fahrenhorst, Groß Mackenstedt, Heiligenrode, Neukrug, Moordeich, Seckenhausen, Stuhr und Varrel. Die Ortsteile waren bis 1974 selbständige Gemeinden. Die Ortsnamen deuten auf ländliche Gemeinden mit Moorböden und gerodeten Stellen hin.
In verschiedenen Belangen sind die Strukturen der früheren Gemeinden noch erkennbar. Zahlreiche Bürger der ehemals Oldenburger Orte orientieren sich auf das Mittelzentrum Delmenhorst sowie auf Bremen und Oldenburg. Die Bewohner der früher hannoverschen Gemeinden verstehen sich eher als Buten-Bremer. So gehören die evangelischen Stuhrer Kirchengemeinden zu zwei verschiedenen evangelischen Landeskirchen und die katholische Kirche zu zwei Bistümern. Mit drei unabhängigen, konkurrierenden Tageszeitungen wird Stuhr versorgt: Bremer Nachrichten/Weser-Kurier mit der Regionalausgabe Regionale Rundschau als Beilage, Kreiszeitung Syke und Delmenhorster Kreisblatt mit Stuhr-Teil.

### Stuhr

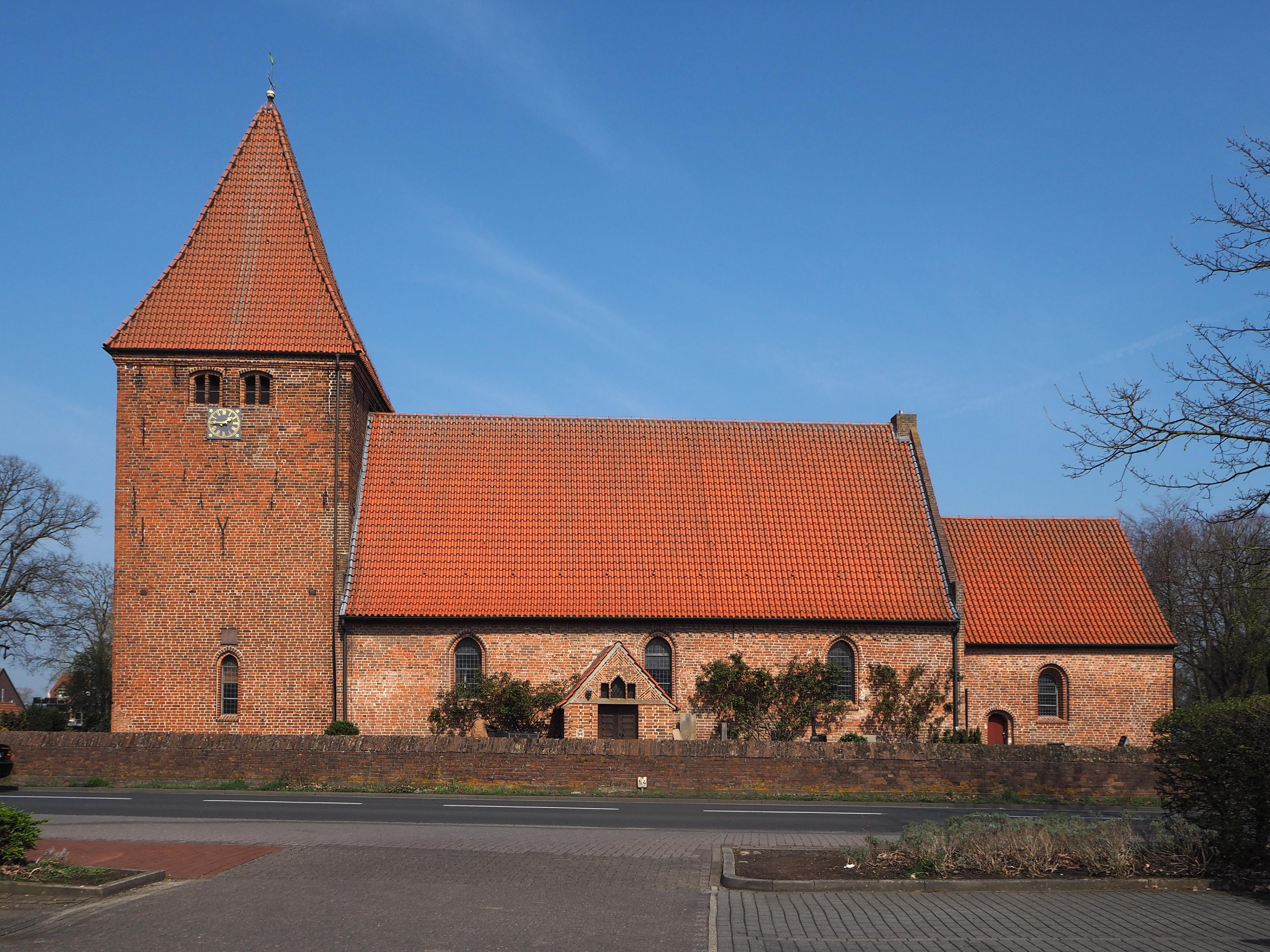
Backsteinkirche aus dem 13. Jahrhundert in Alt-Stuhr

Markantestes Bauwerk von Alt-Stuhr ist die Pankratiuskirche, deren für die Gegend typisches Backsteinmauerwerk im späten 20. Jahrhundert wieder freigelegt wurde. Ein hölzerner Vorläufer entstand zwischen 1180 und 1187. Im 13. Jahrhundert wurde die heutige Kirche in drei Bauabschnitten errichtet. Heute befinden sich im Innenraum verschiedene Wandmalereien. Diese wurden in der Reformationszeit übertüncht, später aber bei Renovierungsarbeiten wieder freigelegt.
Ende der 1980er Jahre wurde in Stuhr ein Park („Biotop“) mit zahlreichen Gewässerflächen angelegt. Stuhr ist außerdem Verwaltungssitz der Gemeinde und beheimatet das in den 1980er Jahren erbaute Rathaus, das auch Ort zahlreicher Kulturveranstaltungen ist. Direkt neben dem Rathaus befinden sich Infrastruktureinrichtungen für die gesamte Gemeinde, wie die Polizeistation und die Sozialstation.
Zum Ortsteil Alt-Stuhr zählen auch die Ortschaften Stuhrbaum, Blocken/Obernheide und Kuhlen. Letztere grenzt an Bremen. In diesem Bereich liegen Teile des Bremer Flughafens auf Stuhrer Gebiet. In der Nähe von Kuhlen bildet der Park links der Weser ein Naherholungsgebiet.
Durch Stuhr verläuft der heute kaum noch auffällige Stuhrgraben, der in früheren Zeiten als reißendes Fließgewässer noch „de sture“ hieß und dem die Gemeinde ihren heutigen Namen verdankt.

### Varrel
Varrel ist seit der Gemeindereform 1974 ein Ortsteil der Gemeinde Stuhr. Seit Anfang der 1970er Jahre ist Varrel zu einem beliebten Wohnort mit guter Nahverkehrsanbindung an Bremen und Delmenhorst geworden. Es grenzt übergangslos an Bremen sowie an Delmenhorst. Die Grenze nach Bremen wird durch die Varreler Bäke markiert.

### Groß Mackenstedt

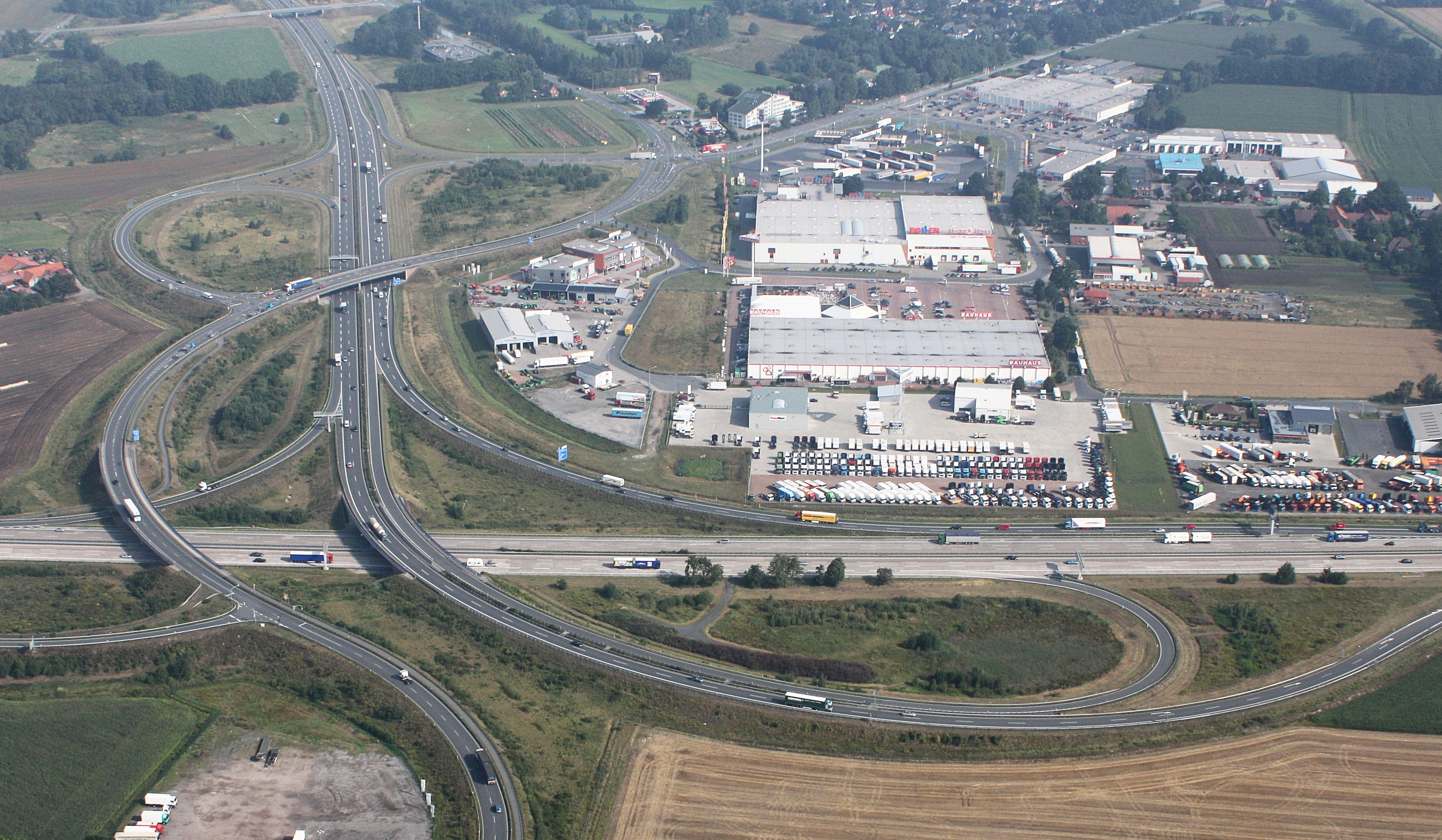
Autobahndreieck Stuhr in Groß Mackenstedt; von links nach rechts die Bundesautobahn 1, von oben die Bundesautobahn 28, von unten die Bundesstraße 322

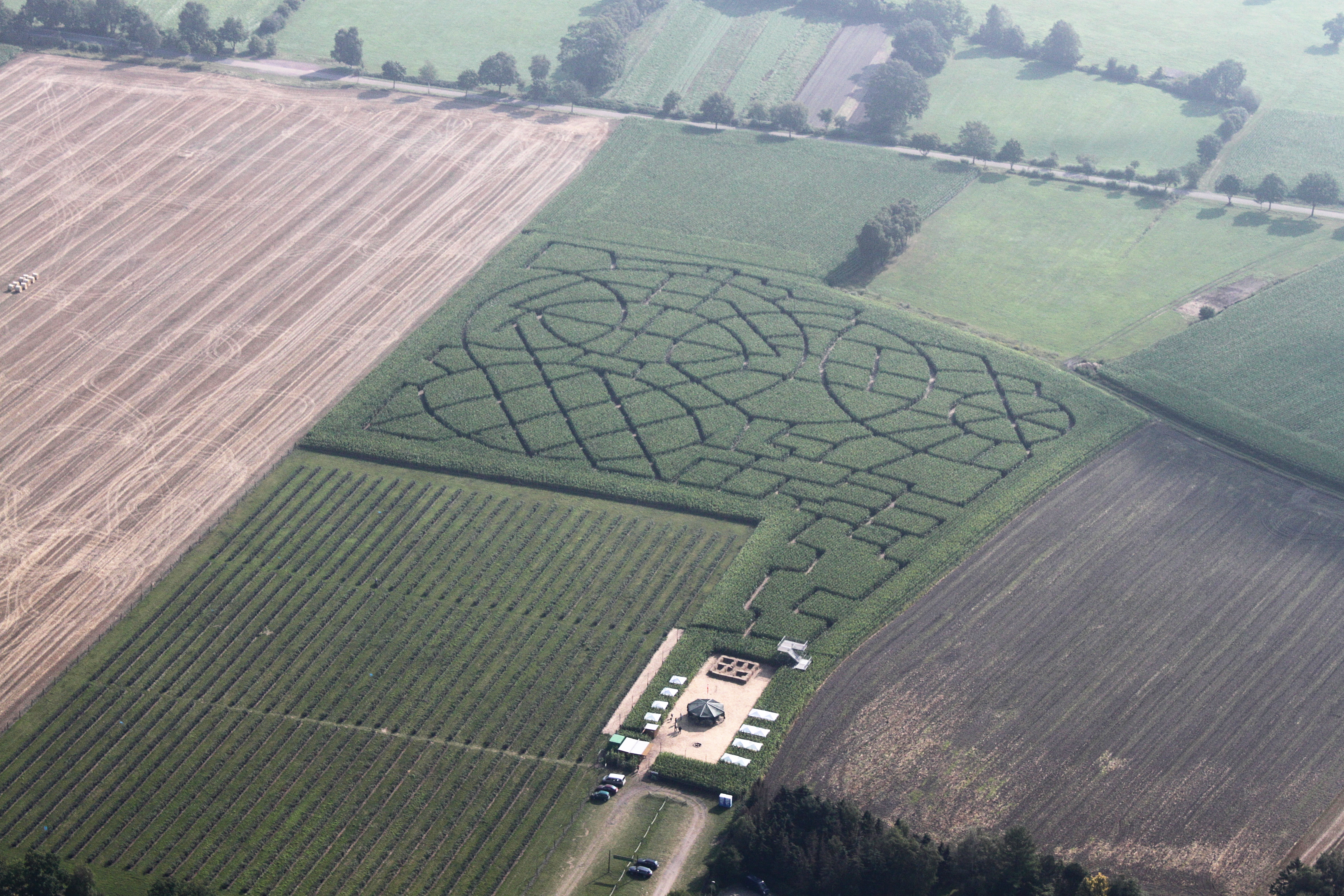
Maislabyrinth in Groß Mackenstedt

In Groß Mackenstedt leben etwa 3.100 Einwohner. Es befindet sich etwa 17 Kilometer südwestlich von Bremen.

### Moordeich
Moordeich besteht seit 1143 und zeichnet sich neben einigen alten Gehöften und vielen Einfamilienhaussiedlungen aus den 1960er und 1970er sowie 1990er und 2000er Jahren durch zahlreiche Gewerbeansiedlungen aus. Moordeich grenzt direkt an den Bremer Stadtteil Huchting. Vielen Bremern ist Moordeich durch die „Haferflockenkreuzung“ an der Stadtgrenze ein Begriff, was auf der dort lange ansässigen Haferflockenproduktion beruht.

### Brinkum

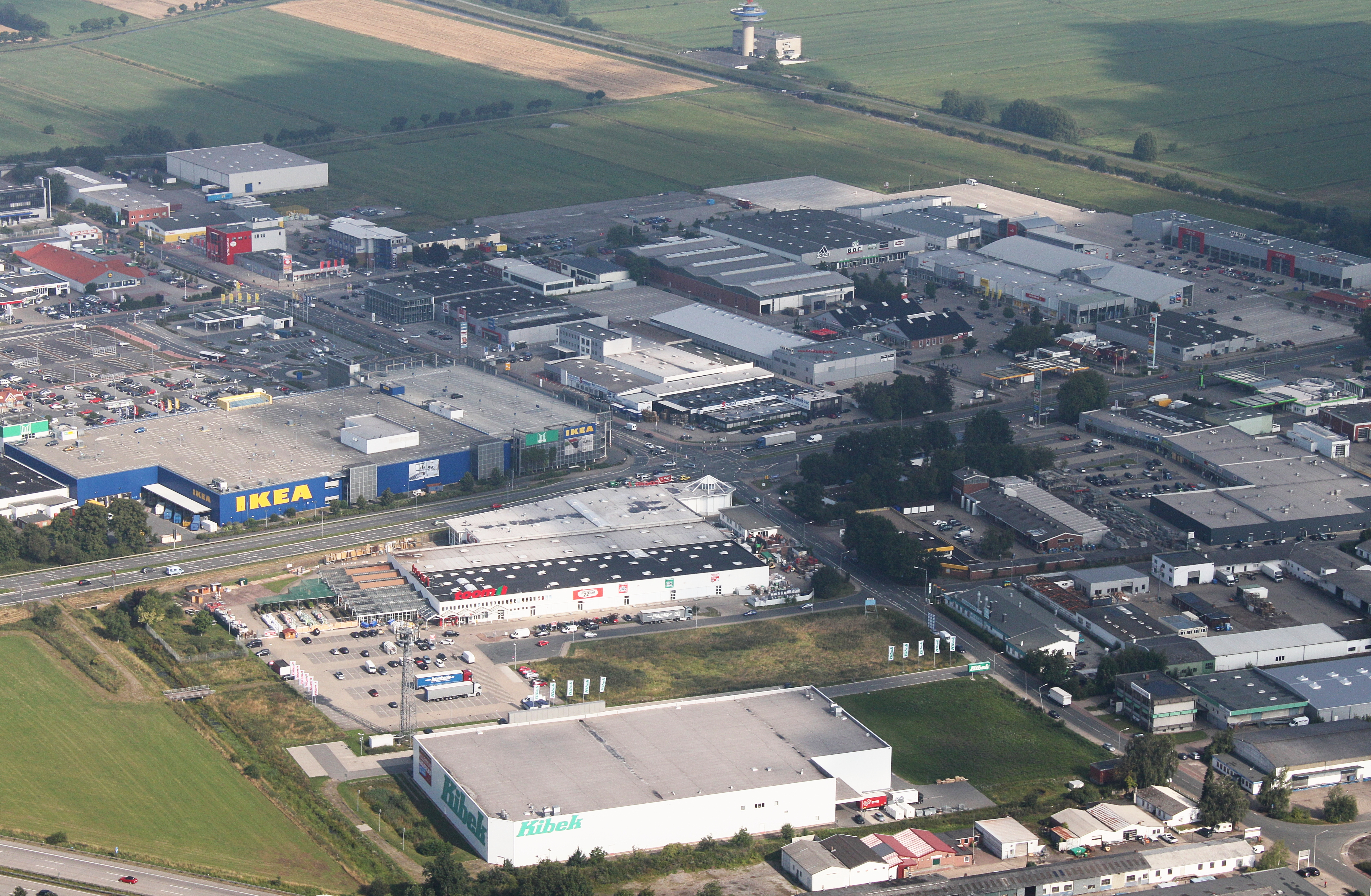
Gewerbegebiet Brinkum zwischen der Bundesautobahn 1 (unten links) und der Ochtum (oben rechts)

Brinkum ist seit der Eingemeindung 1974 ein Ortsteil von Stuhr. Es ist mit etwa 10.650 Einwohnern (Stand: 31. Dezember 2010) Stuhrs größter Gemeindeteil. Es liegt südlich von Bremen und grenzt übergangslos an Bremens Ortsteil Kattenesch.

### Heiligenrode

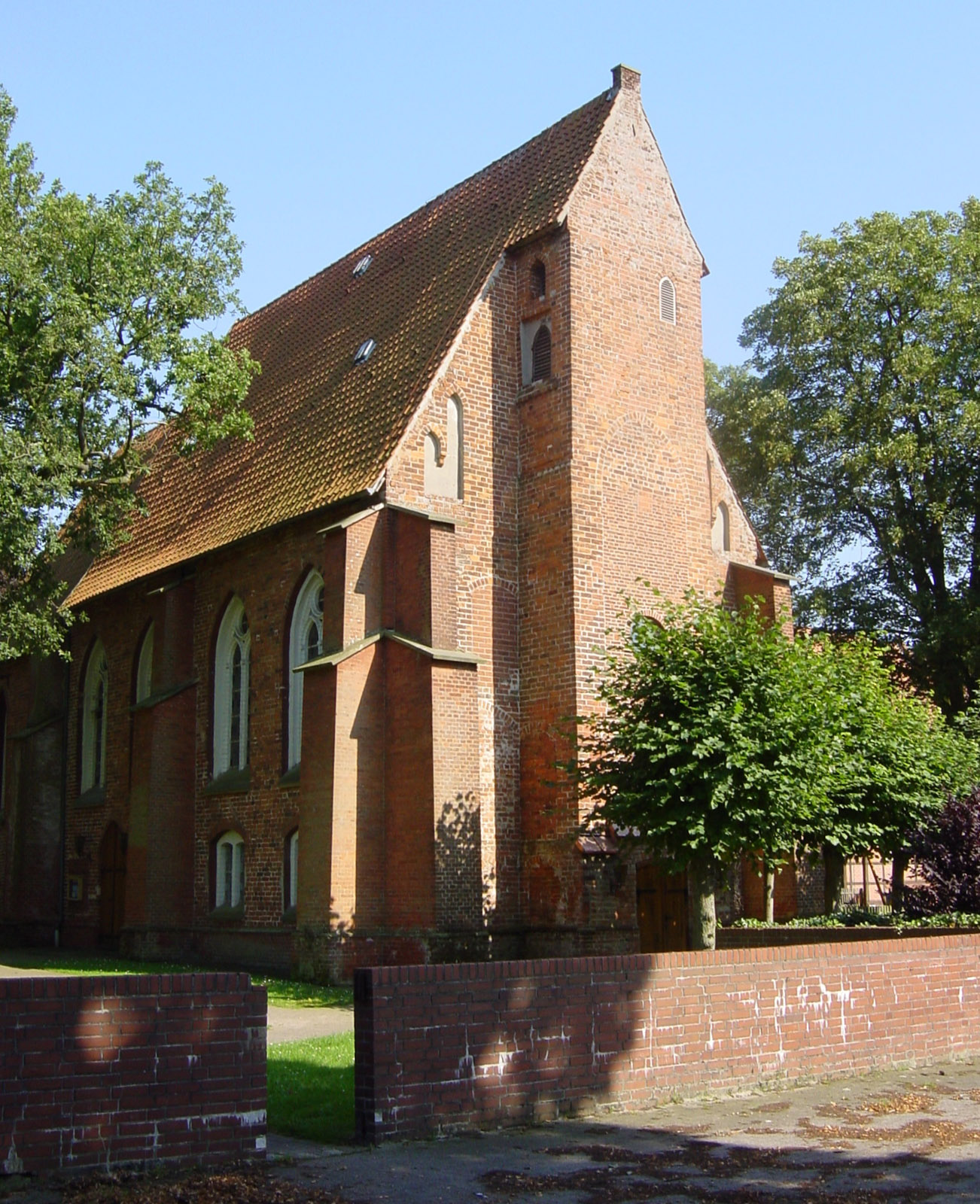
Klosterkirche Heiligenrode

Heiligenrode, gelegen am Klosterbach, besticht durch seine idyllische Lage. Die gut erhaltene Klosterkirche, die Klostermühle, der Kloster- und der Mühlenteich
im Ortskern sind Zeugen der ehemals bewegten Vergangenheit Heiligenrodes, die ihren Ursprung vor über 865 Jahren fand.

### Seckenhausen
In der zweiten Hälfte des 16. Jahrhunderts scheinen die ersten urkundlich gesicherten Hinweise aufzutreten. Dieses Dorf wurde offenbar aus kleinen Anfängen im Außenbereich von Brinkum gegründet. Eine geschlossene Bauernsiedlung trifft man nur in der 600 Jahre alten Bauerschaft Wulfhoop an; ansonsten liegen die Höfe vereinzelt in der Landschaft. Dazwischen sind aber einige Wohngebiete entstanden.
Die Martin-Luther-Kirche (Seckenhausen) wurde 1968 gebaut mit Reliefs und Farbwege von Otto Herbert Hajek. Seit 2005 hat sie die größte Photovoltaikanlage auf einem Kirchendach in Norddeutschland.

### Fahrenhorst
Der Ortsteil Fahrenhorst ist der südlichste Teil der Gemeinde Stuhr. Zu diesem Ortsteil gehören außerdem noch Feine und Warwe, die vorwiegend bäuerlich geprägt sind. Ein Teil der Ortschaft Fahrenhorst liegt im Wald.

## Geschichte

### Einheitsgemeinde Stuhr
In ihrer heutigen Form ist die Gemeinde Stuhr durch die Gemeindereform am 1. März 1974 geschaffen worden. Die alte Gemeinde Stuhr mit den Ortsteilen Moordeich, Stuhr (eingeschlossen die Ortsteile Blocken, Stuhrbaum und Kuhlen) und Varrel gehörte zum Landkreis und Verwaltungsbezirk Oldenburg. Sie wurde mit den ehemals selbständigen Gemeinden Brinkum, Fahrenhorst, Groß Mackenstedt, Heiligenrode (eingeschlossen die Ortsteile Bürstel und Neukrug) und Seckenhausen zusammengeschlossen und gab als einwohnerstärkste Gemeinde der neuen Verwaltungseinheit ihren Namen. Gleichzeitig wurde die neue Gemeinde dem Regierungsbezirk Hannover zugeschlagen, zu dem beispielsweise die Gemeinde Brinkum auch vorher schon gehörte, und kam so in den Landkreis Grafschaft Hoya. Durch die Kreisreform im August 1977 wurde der Landkreis Grafschaft Hoya aufgelöst und ging im Landkreis Diepholz auf, zu dem Stuhr seitdem gehört.
Nach Angaben des Landesamtes für Statistik Niedersachsen hat sich die Bevölkerung – zum Teil auch durch die Eingemeindungen – wie folgt entwickelt:

Einwohnerentwicklung von Stuhr von 1939 bis 2016

| Stichtag   | Einwohner |
| ---------- | --------- |
| 17.05.1939 | 08.896    |
| 13.09.1950 | 13.855    |
| 06.06.1961 | 13.619    |
| 27.05.1970 | 18.683    |
| 25.05.1987 | 27.085    |
| 31.12.2015 | 33.083    |
| 31.12.2016 | 33.374    |
| 31.12.2017 | 33.526    |

### Landeszugehörigkeit
Im 11. bis zum Anfang des 13. Jahrhunderts gehörte das Gebiet um Stuhr zum Stammesherzogtum Sachsen.
1234 kam Stuhr in den Besitz der Grafen von Oldenburg bzw. der Herrschaft von Delmenhorst. Brinkum gehörte danach zum Bistum Bremen; es wurde 1384 an die Grafschaft Hoya verkauft.
Stuhr war ab Mitte des 17. Jahrhunderts nacheinander dänisch (1667), französisch (1679), schwedisch (1700), chur-hannoversch (1711), russisch (1773), britisch-hannoversch (1795) und 1811 noch einmal französisch. Ab 1815 gehörte Stuhr wieder zu Oldenburg.

### Geschichte der Ortsteile
Brinkum ist als Kirchdorf Brinscimibroch 1063 urkundlich erwähnt, als König Heinrich IV. der erzbischöflichen Kirche zu Bremen-Hamburg Grundstücke übertrug.

Groß Mackenstedt – im 8. Jahrhundert besiedelt- könnte 1171 nach Friedrich von Mackenstedt, Dienstmann des Erzbischofs von Bremen, seinen Namen erhalten haben.
Heiligenrode wurde im 8. Jahrhundert besiedelt. 1182 entstand ein Benediktinerinnen-Kloster. 1189 wurde der Ort genannt.

Moordeich fand 1143 Erwähnung. Es wurde im 16. Jahrhundert besiedelt.
Seckenhausen wurde in der zweiten Hälfte des 16. Jahrhunderts erstmals urkundlich benannt.
Stuhr wurde urkundlich erstmals 1171 als Bruch entlang dem Flüsschen Sture erwähnt, als Herzog Heinrich der Löwe und Erzbischof Balduin I. von Bremen den Friedrich von Mackenstedt das Siedlungsprivileg nach Hollerrecht erteilten. 1182 kam der Ort zu großen Teilen unter die Klosterrechte von Heiligenrode. Das älteste Bauwerk ist die Kirche in Alt-Stuhr von 1180/1187. Nach 1234 kam es in den Besitz der Grafschaft Oldenburg und Delmenhorst.
Varrel wurde 1289 erstmals als Verlebrinc erwähnt.

### KZ-Außenlager Obernheide
In Obernheide wurde 1941 ein Barackenlager für Bauarbeiter und Kriegsgefangene eingerichtet und von der Organisation Todt geführt. Im Jahre 1942, nach Leerständen und Zwischennutzungen, wurden erneut Kriegsgefangene hier untergebracht. Im Juni 1944 waren hier Flaksoldaten stationiert.
Ab September 1944 war Obernheide ein Außenlager mit zwölf Baracken des KZ Neuengamme. 500 jüdische Frauen aus Ungarn wurden von der Hindenburgkaserne in Bremen-Huckelriede nach Obernheide verlegt. Später kamen 300 weibliche KZ-Häftlinge aus Polen hinzu. Die Frauen mussten unter Bewachung der SS Aufräumarbeiten in Bremen ausführen. Schwere Misshandlungen durch das SS-Wachpersonal sind nach dem Krieg bekannt geworden. Am 4. April 1945 wurden die Häftlinge zum KZ Bergen-Belsen verlagert. Viele von ihnen verloren bis zur Befreiung des KZ am 15. April 1945 ihr Leben.
Zur Erinnerung steht hier seit 1988 das Mahnmal Obernheide aus Stein von Wittmute Malik.

## Politik
Selbstdarstellung: In den späten 1970er Jahren warb die Gemeinde mit dem Slogan „Stuhr ist nicht stur“. Der heutige Slogan lautet: „Gemeinsam sind wir Stuhr“.

### Gemeinderat
Der Rat der Gemeinde Stuhr hat 38 Mitglieder. Dies ist die festgelegte Anzahl für eine Gemeinde mit einer Einwohnerzahl zwischen 30.001 und 40.000 Einwohnern. Die Ratsmitglieder werden durch eine Kommunalwahl für jeweils fünf Jahre gewählt. Neben den 38 in der Gemeinderatswahl gewählten Mitgliedern ist außerdem der hauptamtliche Bürgermeister im Rat stimmberechtigt.
Die vergangenen Gemeinderatswahlen führten zu folgenden Ergebnissen und Sitzverteilungen:
| Parteien und Wählergemeinschaften | Parteien und Wählergemeinschaften           | % 2021  | Sitze 2021 | % 2016 | Sitze 2016 | % 2011 | Sitze 2011 | % 2006 | Sitze 2006 | % 2001 | Sitze 2001 | Gemeinderatswahl 2021 %403020100 32,5 %28,9 %20,2 %5,4 %10,8 %2,2 % CDUSPDGrüneBESSERFDPAfDGewinne und Verlusteim Vergleich zu 2016 %p 10 8 6 4 2 0 −2 −4 −6 −8−7,3 %p−0,9 %p+8,2 %p−4,3 %p+2,1 %p+2,2 %pCDUSPDGrüneBESSERFDPAfD |
| CDU                               | Christlich Demokratische Union Deutschlands | 32,5    | 12         | 39,8   | 15         | 42,7   | 16         | 41,0   | 16         | 37,8   | 15         | Gemeinderatswahl 2021 %403020100 32,5 %28,9 %20,2 %5,4 %10,8 %2,2 % CDUSPDGrüneBESSERFDPAfDGewinne und Verlusteim Vergleich zu 2016 %p 10 8 6 4 2 0 −2 −4 −6 −8−7,3 %p−0,9 %p+8,2 %p−4,3 %p+2,1 %p+2,2 %pCDUSPDGrüneBESSERFDPAfD |
| SPD                               | Sozialdemokratische Partei Deutschlands     | 28,9    | 11         | 29,8   | 11         | 31,1   | 12         | 33,7   | 13         | 38,5   | 15         | Gemeinderatswahl 2021 %403020100 32,5 %28,9 %20,2 %5,4 %10,8 %2,2 % CDUSPDGrüneBESSERFDPAfDGewinne und Verlusteim Vergleich zu 2016 %p 10 8 6 4 2 0 −2 −4 −6 −8−7,3 %p−0,9 %p+8,2 %p−4,3 %p+2,1 %p+2,2 %pCDUSPDGrüneBESSERFDPAfD |
| GRÜNE                             | Bündnis 90/Die Grünen                       | 20,2    | 8          | 12,0   | 5          | 15,4   | 6          | 8,8    | 3          | 7,3    | 3          | Gemeinderatswahl 2021 %403020100 32,5 %28,9 %20,2 %5,4 %10,8 %2,2 % CDUSPDGrüneBESSERFDPAfDGewinne und Verlusteim Vergleich zu 2016 %p 10 8 6 4 2 0 −2 −4 −6 −8−7,3 %p−0,9 %p+8,2 %p−4,3 %p+2,1 %p+2,2 %pCDUSPDGrüneBESSERFDPAfD |
| FDP                               | Freie Demokratische Partei                  | 10,8    | 4          | 8,7    | 3          | 4,0    | 2          | 11,1   | 4          | 12,1   | 4          | Gemeinderatswahl 2021 %403020100 32,5 %28,9 %20,2 %5,4 %10,8 %2,2 % CDUSPDGrüneBESSERFDPAfDGewinne und Verlusteim Vergleich zu 2016 %p 10 8 6 4 2 0 −2 −4 −6 −8−7,3 %p−0,9 %p+8,2 %p−4,3 %p+2,1 %p+2,2 %pCDUSPDGrüneBESSERFDPAfD |
| BESSER                            | BESSER – Bürger engagieren sich e. V.       | 5,4     | 2          | 9,7    | 4          | 6,1    | 2          | 5,5    | 2          | 4,3    | 1          | Gemeinderatswahl 2021 %403020100 32,5 %28,9 %20,2 %5,4 %10,8 %2,2 % CDUSPDGrüneBESSERFDPAfDGewinne und Verlusteim Vergleich zu 2016 %p 10 8 6 4 2 0 −2 −4 −6 −8−7,3 %p−0,9 %p+8,2 %p−4,3 %p+2,1 %p+2,2 %pCDUSPDGrüneBESSERFDPAfD |
| AfD                               | Alternative für Deutschland                 | 2,2     | 1          | –      | –          | –      | –          | –      | –          | –      | –          | Gemeinderatswahl 2021 %403020100 32,5 %28,9 %20,2 %5,4 %10,8 %2,2 % CDUSPDGrüneBESSERFDPAfDGewinne und Verlusteim Vergleich zu 2016 %p 10 8 6 4 2 0 −2 −4 −6 −8−7,3 %p−0,9 %p+8,2 %p−4,3 %p+2,1 %p+2,2 %pCDUSPDGrüneBESSERFDPAfD |
| Gesamt                            | Gesamt                                      | 100     | 38         | 100    | 38         | 100    | 38         | 100    | 38         | 100    | 38         | Gemeinderatswahl 2021 %403020100 32,5 %28,9 %20,2 %5,4 %10,8 %2,2 % CDUSPDGrüneBESSERFDPAfDGewinne und Verlusteim Vergleich zu 2016 %p 10 8 6 4 2 0 −2 −4 −6 −8−7,3 %p−0,9 %p+8,2 %p−4,3 %p+2,1 %p+2,2 %pCDUSPDGrüneBESSERFDPAfD |
| Wahlbeteiligung                   | Wahlbeteiligung                             | 56,23 % | 56,23 %    | 53,8 % | 53,8 %     | 50,0 % | 50,0 %     | 49,5 % | 49,5 %     | 47,8 % | 47,8 %     | Gemeinderatswahl 2021 %403020100 32,5 %28,9 %20,2 %5,4 %10,8 %2,2 % CDUSPDGrüneBESSERFDPAfDGewinne und Verlusteim Vergleich zu 2016 %p 10 8 6 4 2 0 −2 −4 −6 −8−7,3 %p−0,9 %p+8,2 %p−4,3 %p+2,1 %p+2,2 %pCDUSPDGrüneBESSERFDPAfD |

### Bürgermeister
Am 16. Juni 2019 ist Stephan Korte mit 61,49 % in der Stichwahl gegen den CDU-Kandidaten Frank Holle zum hauptamtlichen Bürgermeister der Gemeinde Stuhr gewählt worden.
Bisherige Amtsinhaber
- 1974: Ludwig Seltenreich (SPD)
- 1974–1991: Heinz-Wilhelm Schmidt (SPD)
- 1991–1995: Peter Schilbach (SPD)
- 1995–2001: Wilfried Huntemann (SPD)
- Nov. 2001–Okt. 2011: Cord Bockhop (CDU)
- Feb. 2012–Feb. 2020: Niels Thomsen (parteilos)
- seit Feb. 2020: Stephan Korte (SPD)

Bürgermeister von Brinkum
- bis 1970: Wassmann
- 1970–1974: Heinz-Wilhelm Schmidt (SPD)

### Wappen
Blasonierung: „Von Silber und Rot achtfach geständert, belegt mit einem Herzschild, darin in Gold ein steigender rotbewehrter schwarzer Wolf.“

### Partnerschaften
- Städtepartnerschaften
  - Canton d´Écommoy (Frankreich)
  - Alcalá de Guadaira (Spanien)
  - Sigulda (Lettland)
  - Győr (Ungarn)
  - Ostrzeszów (Polen)
- Stuhr ist im Kommunalverbund Niedersachsen/Bremen vertreten.

## Kultur und Sehenswürdigkeiten

### Bauwerke
In der Liste der Baudenkmale in Stuhr sind für die gesamte Gemeinde Stuhr 21 Baudenkmale aufgeführt, darunter:
- Die Pankratiuskirche wurde zu Beginn der gotische, im 13. Jahrhundert, aus Backsteinkirche, geweiht dem Heiligen Pankratius. Ein hölzerner Vorgängerbau war zwischen 1180 und 1187 errichtet worden.
- In Brinkum wurde anstelle einer mittelalterlichen Kirche 1842 eine klassizistische Saalkirche nach Plänen von Friedrich August Ludwig Hellner errichtet.
- Die Klosterkirche St. Marien in Heiligenrode wurde um 1300 anstelle eines Vorgängerbaus von 1182 errichtet und gehörte einst zu einem Benediktinerinnen-Kloster. Sie liegt mit der Klostermühle und dem Klosterteich am Klosterbach (siehe mehr unter Absatz Heiligenrode).
- In Moordeich befindet sich das alte Rathaus mit der Gemeindebibliothek, außerdem der 1990 angelegte Parkfriedhof Moordeich nach dem Vorbild einer norddeutschen Geestlandschaft mit der Kapelle „Huus achtern Diek“ des Bremer Architekten Harm Haslob mit Wandreliefs des Oldenburger Künstlers Max Herrmann (1908–1999).
- In Fahrenhorst gibt es alte Fachwerkhäuser.
- In Varrel steht das Gut Varrel, ein Komplex aus Gutshaus mit Scheune, Backhaus und Wassermühle. Die Gebäude wurden seit 1980 durch den Förderverein Gut Varrel restauriert und zu einem Kulturtreff umgebaut.
- In Seckenhausen befindet sich die Martin-Luther-Kirche von 1968 mit Reliefs von Otto Herbert Hajek.

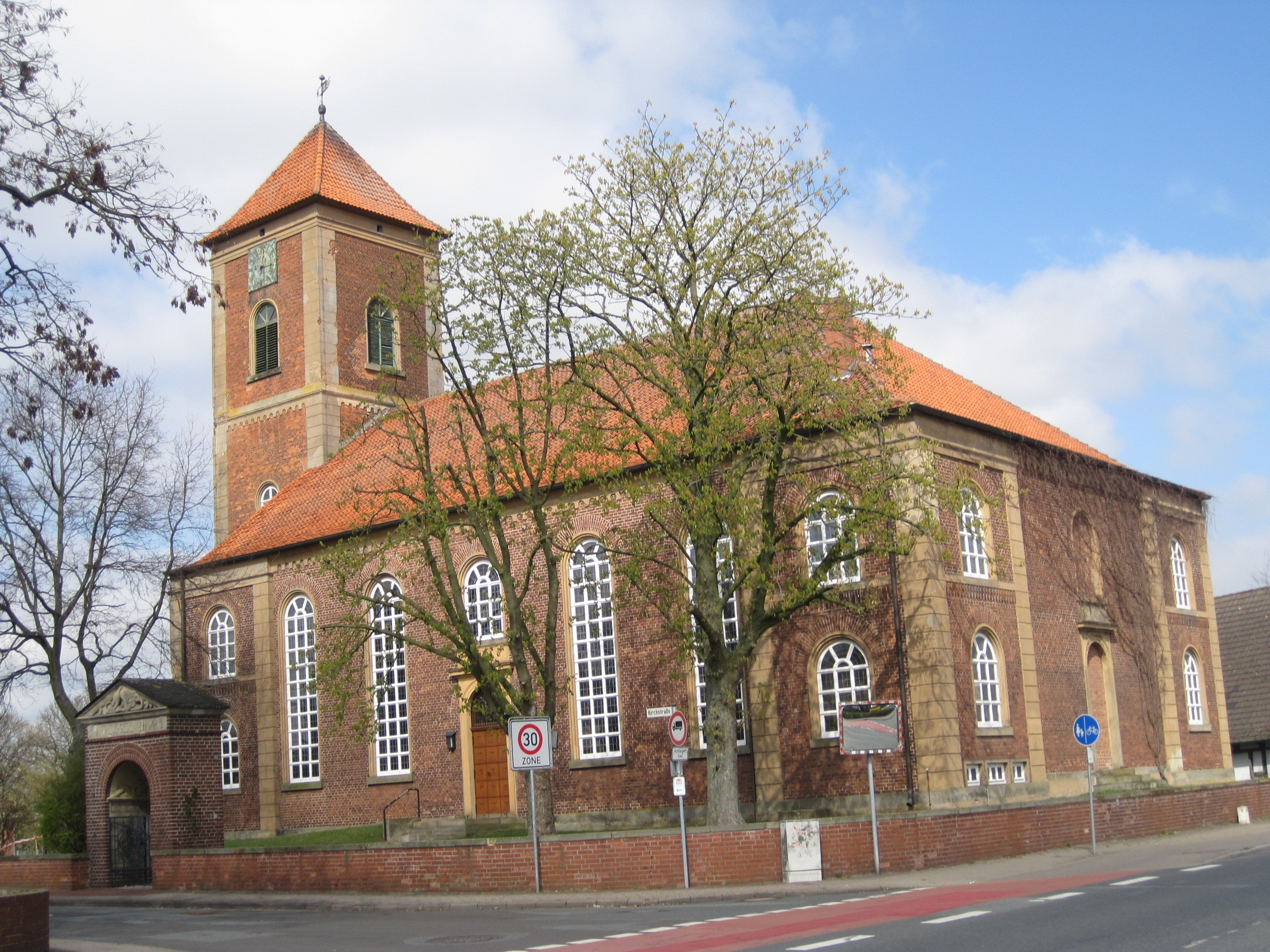
Kirche Zum Heiligen Kreuz, Brinkum
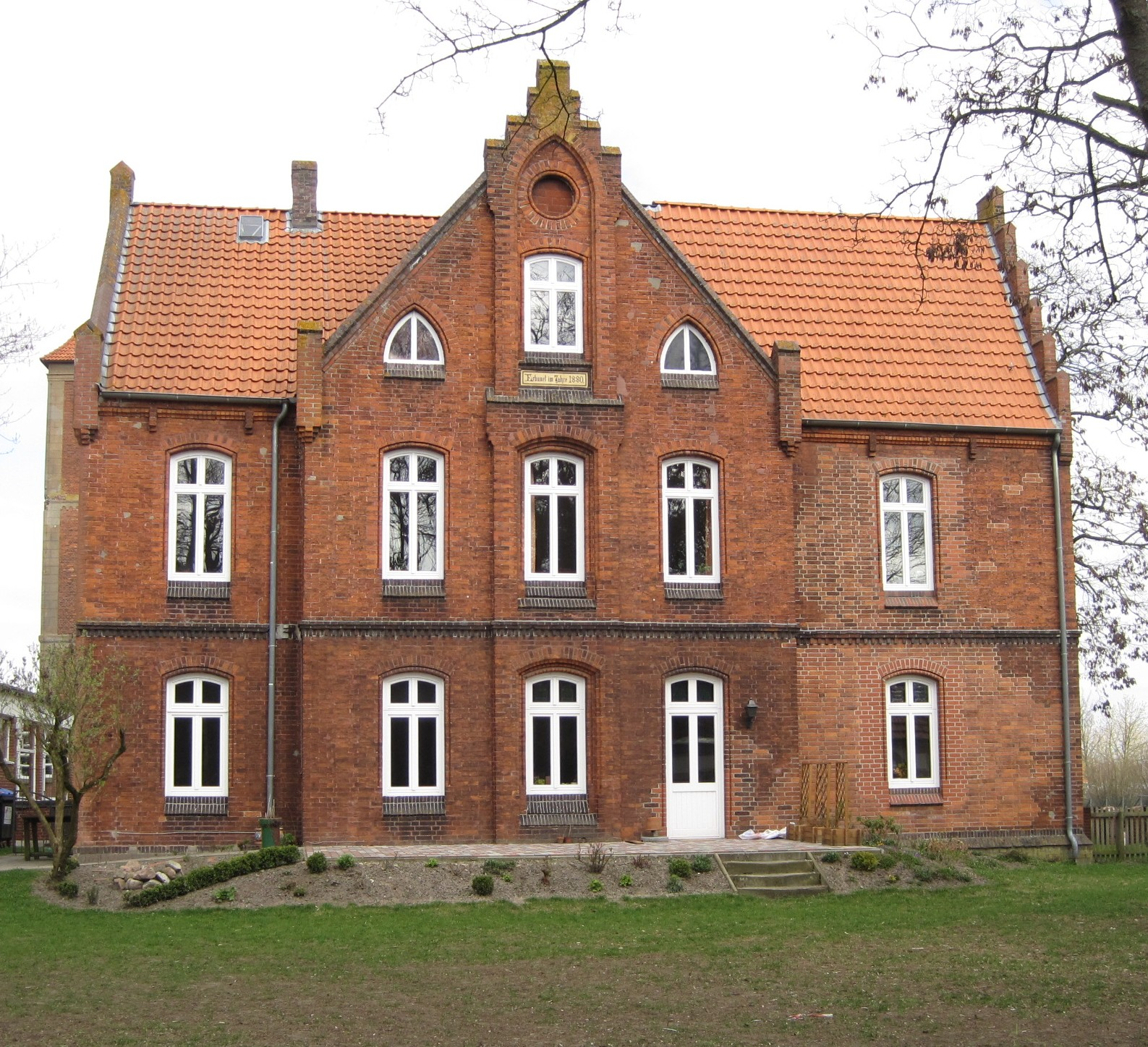
Altes Pfarrhaus, Brinkum
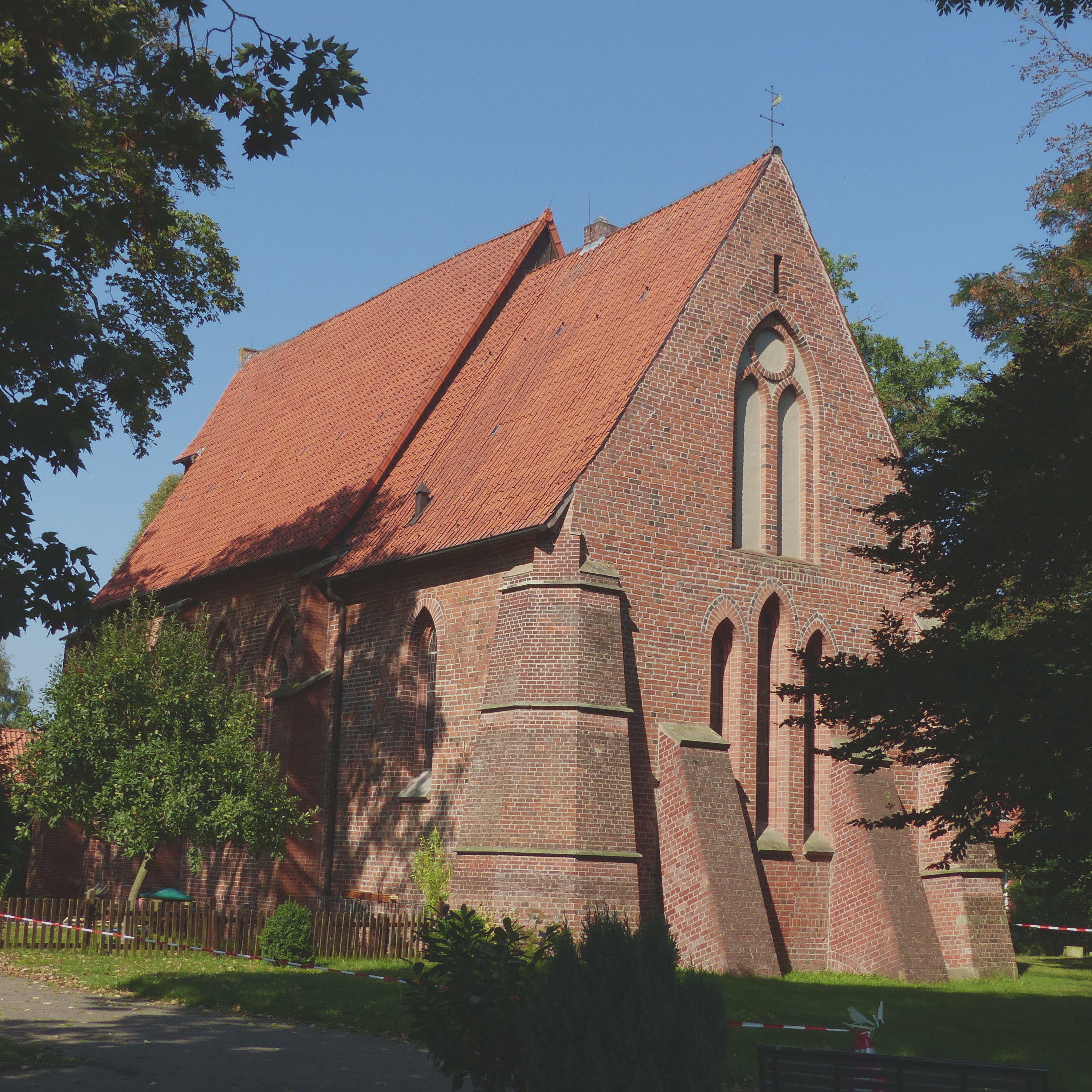
Klosterkirche St. Marien, Heiligenrode
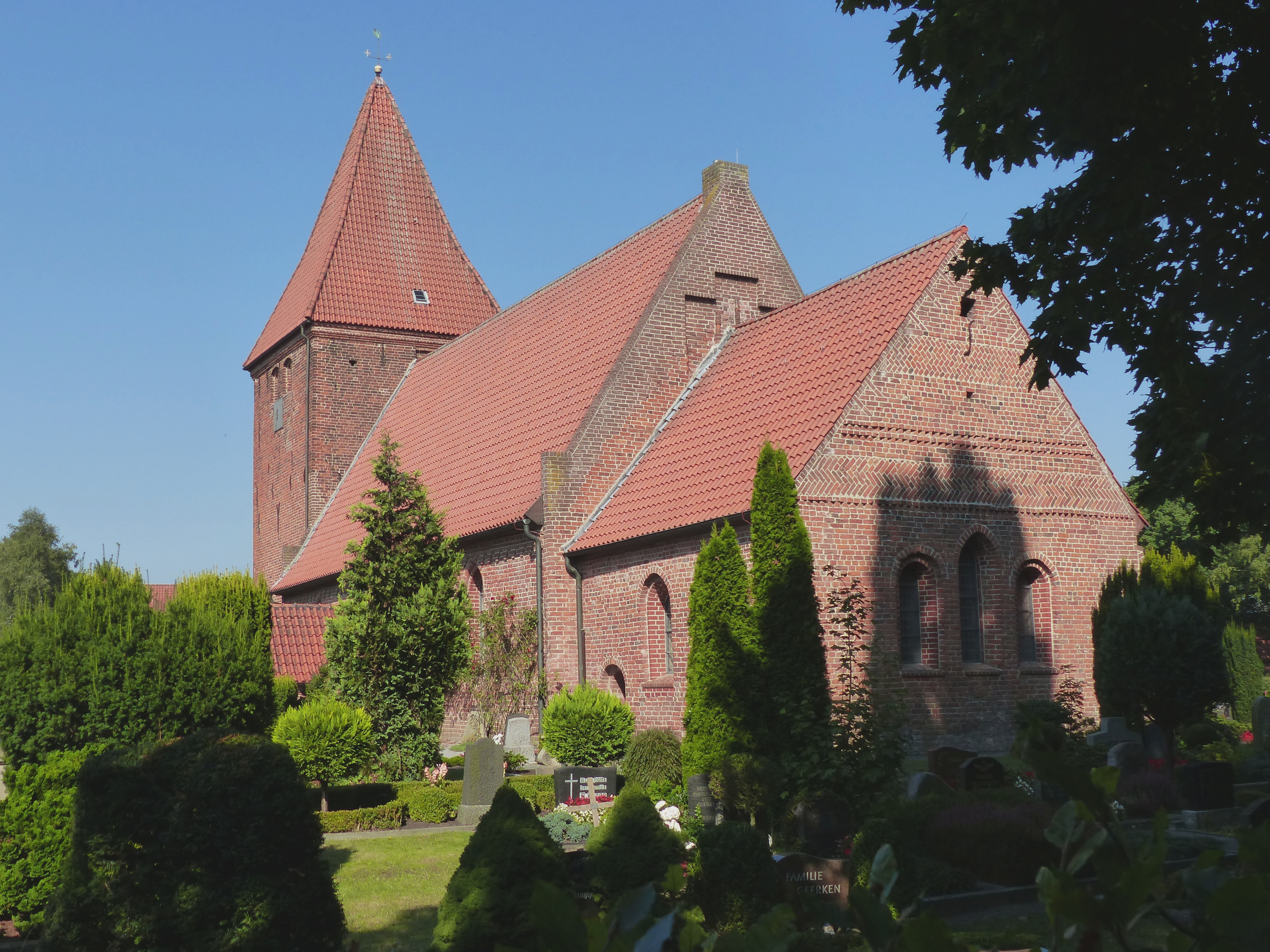
Kirche St. Pankratius, Ortsteil Stuhr
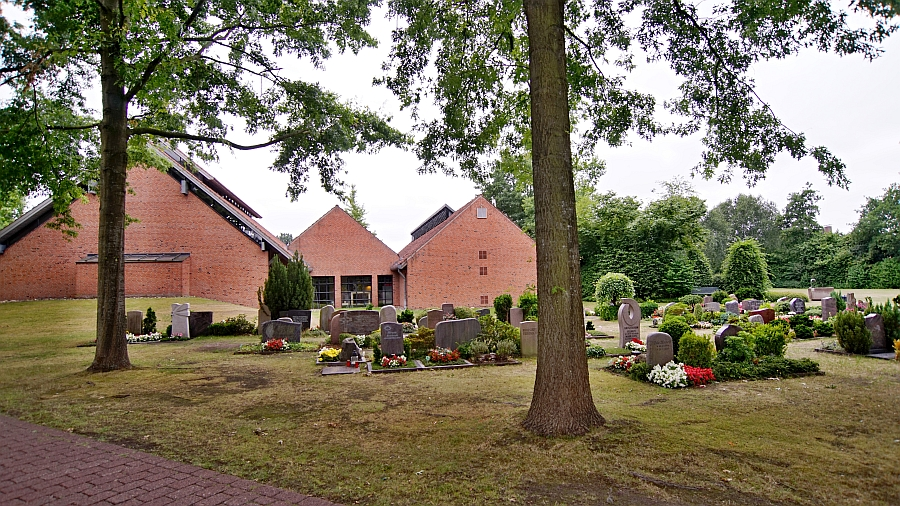
Kapelle „Huus achtern Diek“, Friedhof Stuhr-Moordeich

### Kunst im öffentlichen Raum
- Brinkum, Wohngebiet Briseck auf dem Platz an der Marsstraße: Objekt Kunst im Kindergarten aus schwedischem Granit von Igors Dobicins (1999).
- Heiligenrode im Teich der Wassermühle im Mühlenensemble: Der Mensch lebt nicht vom Brot allein; Figurengruppe im Wasser aus Keramik von Petra Förster (damals Stipendiatin in Heiligenrode) (1994/95).
- Heiligenrode im Chor der Klosterkirche: Glasfenster von Gottlieb Pot d’Or (1964).
- Obernheide: Mahnmal an das Außenlager des KZ Neuengamme aus Stein von Wittmute Malik (1988).
- Seckenhausen vor dem Gebäude der Volkshochschule: Rider’s Head aus schwedischem Granit vom Letten Igors Dobicins (2000).
- Stuhr vor dem Rathaus: Holzobjekt Stempelkreuz von Siegfried Pietrusky (1992).
- Stuhr vor der Kreissparkasse: Turmobjekt aus Terrakotta von Rita Bieler (1997).

### Gedenktafeln
Gedenktafel Bahnhof Stuhr

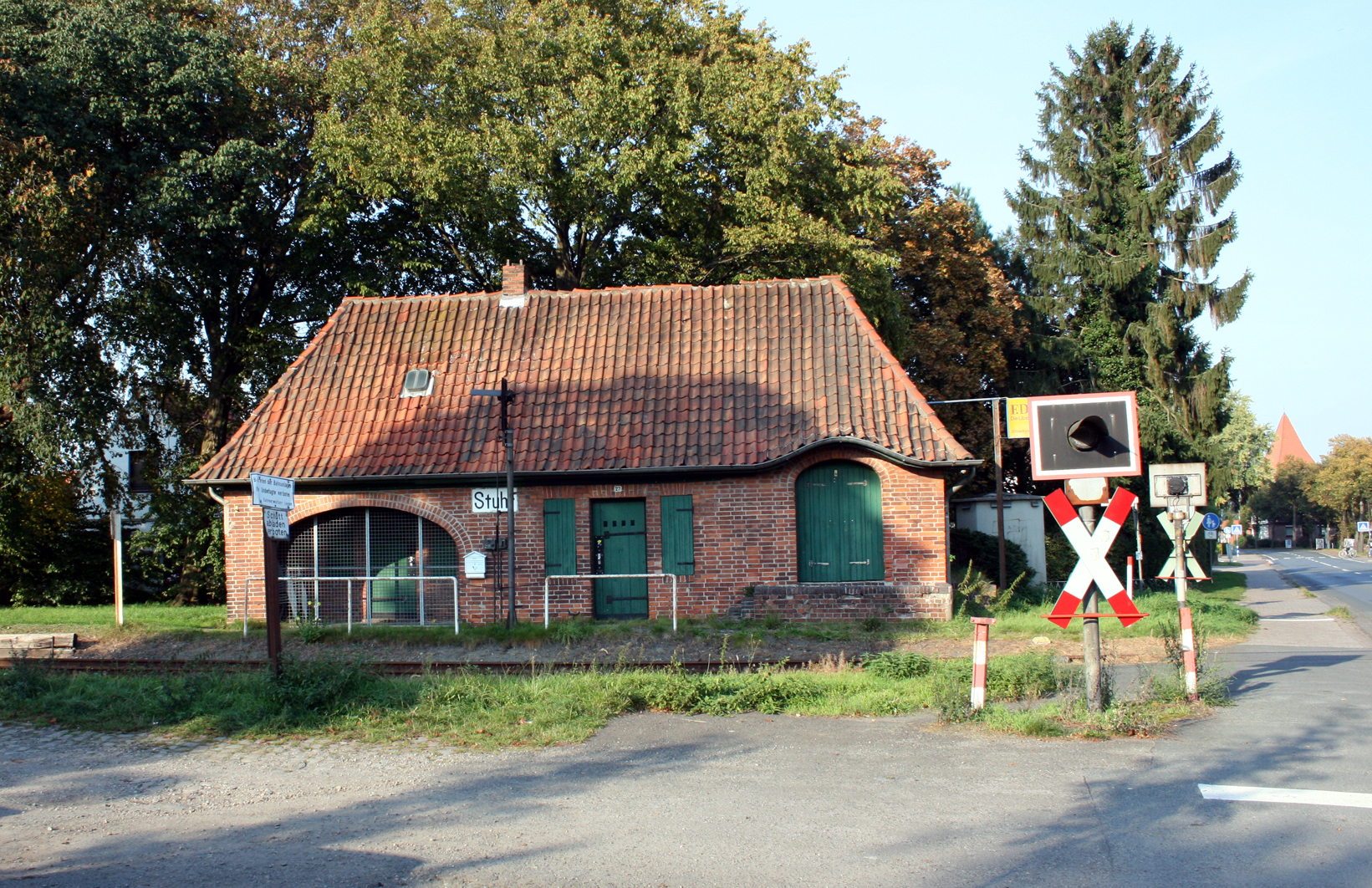
Bahnhof Stuhr (2007)

Seit 2005 steht am Bahnhof Stuhr eine Gedenktafel, die an ein Ereignis von 1944/45 erinnert, als jüdische Frauen aus Ungarn als Häftlinge eines Außenlagers des KZ Neuengamme in Obernheide/Stuhr von dieser Bahnstation nach Bremen transportiert wurden, wo sie Zwangsarbeiten verrichten mussten. Aufgestellt wurde die Tafel von Schülern der Lise-Meitner-Schule in Stuhr-Moordeich.

## Wirtschaft und Verkehr

### Wirtschaft
Die Wirtschaft in Stuhr ist geprägt von kleinen und mittelständischen Betrieben. Neben Hightech-Betrieben ist die Gewerbelandschaft stark von logistisch ausgerichteten Firmen geprägt. Es gibt in Gewerbegebieten großflächige Einzelhandelsbetriebe. In unmittelbarer Nähe zu einem Autobahnanschluss befinden sich der „Ochtum-Park“ mit Outlet-Stores.
Große Arbeitgeber in Stuhr sind unter anderem ein Handelsunternehmen für Rohre, Flansche und Fittings (rff), ein Elektronikhersteller sowie Elektrotechnikgroßhändler (straschu Unternehmensgruppe), eine Käserei, ein Sanitärgroßhändler, ein Reiseveranstalter und ein Bauelementehersteller. In Brinkum befindet sich die Deutschlandzentrale des Franchise-Unternehmens Flying Pizza.
Die Stuhrer Brauerei Mühlen-Bräu ist seit 2008 geschlossen. Regional bekannt ist die Mackenstedter Kornbrennerei und seit 2014 gibt es die Privatbrauerei Braugut Stuhr im Ortsteil Fahrenhorst.

### Verkehr

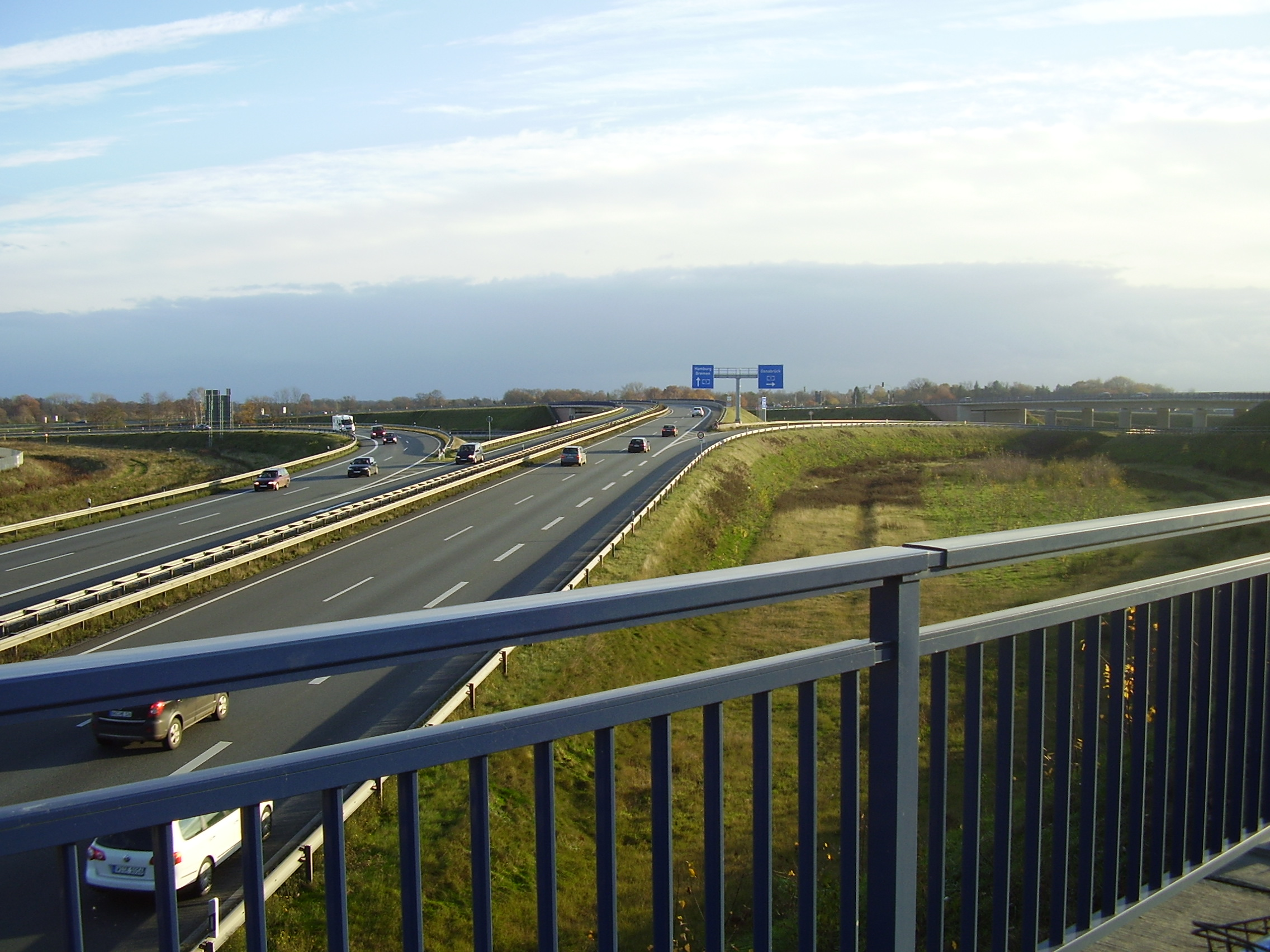
Autobahndreieck Stuhr

In der Gemeinde Stuhr liegt das gleichnamige Autobahndreieck, das die aus den Niederlanden kommende Bundesautobahn 28 mit der Bundesautobahn 1 verbindet. Der ländlich geprägte Teil der Gemeinde wird hauptsächlich über die Bundesstraßen 6 und 51 erreicht, die auch Haupterschließung für die südlich gelegenen Gebiete sind.
Die Gemeinde hat eine Verkehrsanbindung zum – teilweise auf Stuhrer Gebiet befindlichen – Flughafen Bremen. Und auch die Bremischen Häfen sind aus der Gemeinde gut zu erreichen.

## Infrastruktur

### Allgemein
- Rathaus in Stuhr, Blockener Straße 6
- Gemeindefeuerwehr Stuhr mit den Ortsfeuerwehren Brinkum, Fahrenhorst, Groß Mackenstedt, Heiligenrode, Seckenhausen und Stuhr
- Polizeistation Stuhr, Am Rathaus 5

### Bildung
- Fünf Grundschulen in Brinkum, Moordeich, Heiligenrode, Seckenhausen und Varrel
- Zwei Kooperative Gesamtschulen mit allen weiterführenden Schulzweigen in Moordeich (Lise-Meitner-Schule) (bis Klasse 10) und Brinkum (bis Klasse 12/13). Die Kooperativen Gesamtschulen wurden zu freiwilligen Ganztagsschulen ausgebaut.

### Kultureinrichtungen, Vereine
- Bibliothek Stuhr mit zwei Bibliotheken in Brinkum und Moordeich
- KuSS ist eine Kunstschule in Stuhr.
- Künstlerstätte Stuhr-Heiligenrode in Stuhr, An der Wassermühle 5–10.
- Kulturelle Vereine:
  - Kunst: Kunstverein Stuhr, Künstlerinnennetz Stuhr, Mach-Art.
  - Heimatvereine: Heiligenrode, Heimatbühne Stuhr, Sparclub-Varreler Krug.
  - Chöre: Allegro-Chor, Blocken, Brinkum, Concert-Chor, Harmonie Moordeich, Shanty-Chor Brinkum, Kirchenchöre der Evangelischen Kirchengemeinde Seckenhausen, der Katholischen Kirchengemeinde St. Paulus in Moordeich, der Katholischen Kirchengemeinde Heilig Geist in Brinkum und der Evangelischen Kirchengemeinde Varrel
  - Musik: Blockener Blasmusikanten, Posaunenchor der Kirche Heiligenrode, Klosterbläser Heiligenrode, Musikfreunde Stuhr
  - Medien und Theater: Stuhrer Theaterkiste, Studio 7 – Das Medienteam, Medienwerkstatt Stuhr, Varreler Kindertheater
  - sowie als Förderverein Gut Varrel, Frauensambagruppe Sambrassa, Dorfschule Blocken.
- Studio Stuhr, ein Bürgerfunk von radio weser tv
- Kreis-Musik-Schule des Landkreises Diepholz mit der Geschäftsstelle Syke
- Stuhr plus – Forum Energieeffizientes Bauen + Modernisieren von 2009

### Soziale Einrichtungen
- Zehn kommunale Kindergärten, ein katholischer Kindergarten und ein Waldorfkindergarten
- Mehr-Generationen-Häuser in Brinkum (Schaumlöffel) und Fahrenhorst (Gemeindehaus Heilig-Geist-Kapelle)
- Vier Seniorenheime in privater Trägerschaft in Brinkum, Fahrenhorst und Stuhr, sowie die Möglichkeit zum Wohnen mit Service in Brinkum und in Stuhr

### Religionen

#### Konfessionsstatistik
Gemäß dem Zensus 2011 waren 46,4 % der Einwohner evangelisch, 8,3 % römisch-katholisch und 45,4 % waren konfessionslos, gehörten einer anderen Glaubensgemeinschaft an oder machten keine Angabe. Jahresende 2024 waren von den Einwohnern 30,95 % evangelisch, 7,04 % katholisch und 62 % waren konfessionslos oder gehörten einer anderen Glaubensgemeinschaft an. Der Anteil der Protestanten und Katholiken an der Gesamtbevölkerung ist demnach im beobachteten Zeitraum beträchtlich gesunken.

### Sport
- Sportstätten sind u. a. die Stadien in Brinkum und in Moordeich/Stuhr sowie die Sporthallen an den beiden weiterführenden Schulen
- Es besteht ein sportliches Angebot mit Vereinen in allen Ortsteilen. Es gibt sportliche Erfolge auf der Ebene Deutscher Meisterschaften im Korbball und im Schießsport
- Pferdesport hat in der Gemeinde eine besondere Stellung

## Persönlichkeiten
nach dem Geburtsjahr zeitlich geordnet
In Stuhr geboren:
- Hans Helmers (1894–1982), Politiker (DVP/CDU)
- Paul Mehl (1912–1972), Fußballspieler
- Albert Goldenstedt (1912–1994), Widerstandskämpfer und Holocaust Survivor and Victim[16], und erfolgreicher Bauunternehmer in Delmenhorst[17]
- Gerd Wiltfang (1946–1997), Olympiasieger und Weltmeister im Springreiten
- Benjamin von Stuckrad-Barre (* 1975), Journalist und Schriftsteller
- Joris (* 1989), Musiker

In Stuhr lebten oder wirkten:
- Heinrich Thümler (1887–1969), Politiker (NSDAP)
- Hans Theodor Hallier (1908–1982), Kunstmaler
- Jürgen Timm (* 1936), Politiker (FDP)
- Hartmut Müller (* 1938), Historiker, Archivar und Forscher
- Karl Dall (1941–2020), Komiker, Entertainer
- Dieter Burdenski (1950–2024), Fußballtorwart und Sportgeschäftsinhaber
- Jonny Otten (* 1961), Fußballspieler, Geschäft für Werbetechnik
- Thomas Schaaf (* 1961), Fußballspieler und Trainer
- Birol Ünel (1961–2020), Schauspieler
- Andree Welge (* 1972), Dartspieler

## Film (Videoproduktion)
- Gabriele Ullrich: Obernheide war nicht alles. Erinnerungen der ungarischen Jüdin Lily Maor. (Dokumentation; 22 Min.), 1995
- „1971 – 800 Jahre Stuhr“ von Jürgen Buckmann u. Willi Lilienthal (Dokumentation/Rechte: Gemeinde Stuhr)